# Capitão Andrade
Capitão Andrade är en kommun i Brasilien.   Den ligger i delstaten Minas Gerais, i den sydöstra delen av landet, 700 km sydost om huvudstaden Brasília. Antalet invånare är 4 929. Arean är 276 kvadratkilometer.
Terrängen i Capitão Andrade är kuperad söderut, men norrut är den platt.
Omgivningarna runt Capitão Andrade är huvudsakligen savann. Runt Capitão Andrade är det glesbefolkat, med 14 invånare per kvadratkilometer.